# Defensa de dama
Defensa de dama és una obra de teatre escrita per Joaquín Hinojosa i Isabel Carmona, feta a partir d'unes imatges independents d'Isabel Carmona sobre una reflexió dramàtica sobre un cas de violència sobre la dona, es va començar treballant la relació entre la dona i el seu pare, i després es va introduir el personatge del marit. Tot i que és una ficció dramàtica, abans d'escriure-la es van entrevistar amb nombroses dones que havien patit maltractament.
Fou estrenada el 22 de febrer del 2002 al Teatro de la Abadía de Madrid sota la direcció de José Luis Gómez i protagonitzada per Ana Belén i Antonio Valero. Després fou representada en gira per Alacant, Barcelona, Granada, Madrid, Màlaga, Oviedo, Palència, Salamanca, Sevilla i València.
El 2003 TVE la va estrenar a Estudio 1 protagonitzada per Amparo Larrañaga i Francesc Orella.

## Argument
L'obra comença quan María sap que el seu marit, Ulises, torna al domicili conjugal després de complir tres anys de presó per una brutal pallissa que la va portar a l'hospital durant diversos mesos, i de la qual encara pateix seqüeles psicològiques. María conviu amb el seu pare Germán, un home sorrut i maniàtic, consumit per l'edat i les xacres. Davant aquest panorama, María es debat entre fugir per no viure un altre infern al costat del seu marit i el deure moral de cuidar al seu pare. Però de manera gairebé inconscient, anirà pensant que el temps de la submissió ha arribat a la seva fi.